# Biblia de San Luis

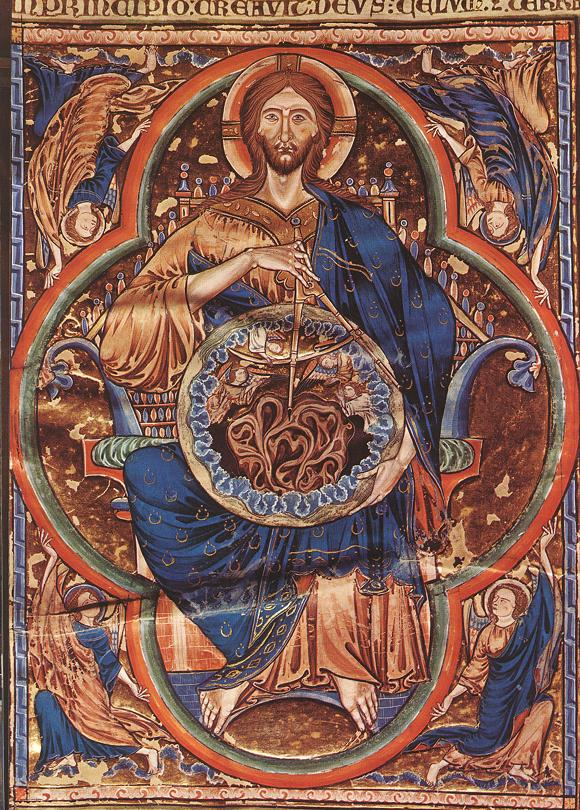
Pantocrátor

La Biblia de San Luis, también llamada Biblia rica de Toledo o simplemente la Biblia de Toledo, es una biblia moralizada realizada en París entre 1226 y 1234, para Luis IX de Francia (n. en 1214), por orden de su madre Blanca de Castilla.  Está compuesta por tres volúmenes. La mayor parte del códice se conserva en la Catedral de Toledo, mientras que ocho folios, separados alrededor del año 1400, están en la Morgan Library & Museum de Nueva York.
Es un manuscrito iluminado que contiene extractos del texto bíblico, junto con un comentario e ilustraciones. Cada página empareja episodios del Antiguo y el Nuevo Testamento con ilustraciones que explican su significado moral en términos de tipología. Cada pasaje de la Biblia está ilustrado con dos miniaturas. La primera muestra una representación del fragmento de texto como tal, la segunda muestra una escena teológica o alegórica explicando el fragmento de texto a la luz de las enseñanzas de la Iglesia. Las miniaturas están acompañadas por el texto de la Biblia y un breve comentario de la relación tipológica entre las dos imágenes.
Como otras obras similares, el libro no contiene todo el texto íntegro de la Biblia y por tanto no es, a pesar de su nombre, una auténtica Biblia. La obra habría servido para la educación del joven rey. Durante ocho siglos el manuscrito ha permanecido en la catedral de Toledo, salvo por el citado fragmento que está en la Biblioteca y Museo Morgan de Nueva York, bajo la signatura MS M240.

## Historia
Los datos más antiguos que se tienen de esta obra en Castilla se remontan al testamento y al codicilo de Alfonso X el Sabio, donde se la describe como una Biblia «de tres libros, historiada, que nos dio el Rey Luis de Francia» y como «una de las cosas más nobles que pertenecen al Rey». El testamento data del 10 de enero de 1284 y lo escribió en español. El original se ha perdido, pero en una copia temprana se puede leer: 

E mandamos otrosi, que las dos biblias et tres libros de letra gruesa, cobiertas de plata, é la otra en tres libros estoriada que nos dió el rey Luis de Francia, é la nuestra tabla con las reliquias, e las coronas con las piedras é con los camafeos é sortijas, é otras nobles que perteneçen al Rey, que lo aya todo aquel que con derecho por nos heredare el nuestro señorío mayor de Castilla é León.

Poco después de la muerte de Alfonso sus testamentos se tradujeron al latín y estas traducciones originales se conservan aún.
El «Luis de Francia» mencionado en el testamento podría teóricamente ser Luis VIII de Francia, pero considerando que Alfonso solo tenía cinco años a la muerte de Luis VIII es improbable que el rey Luis al que se refiera fuera ese, así que debe aludir a Luis IX. Fernando III el Santo, el padre de Alfonso, era primo de Luis IX y había lazos estrechos entre la realeza francesa y la castellana.
Con toda certeza se puede afirmar que la Biblia de San Luis a la que se refiere Alfonso es la que se conserva en la catedral de Toledo. Por los estudios realizados sobre sus distintos aspectos se puede asignar con mucha aproximación la fecha de composición y el tiempo en que fue copiada e iluminada (entre los años 1226 y 1234).
Solo cabe elucubrar si la biblia historiada en tres volúmenes en el testamento estaba en Sevilla o en Toledo cuando se escribió el testamento. Según una nota en la Historia eclesiástica de la imperial ciudad de Toledo y su tierra, de Jerónimo Román de la Higuera, Alfonso también había dejado sus posesiones que estaban en Toledo en aquella época a su legítimo sucesor, en un documento aparte del testamento escrito en Sevilla. Toledo estaba ocupado en 1284 por Sancho, el rebelde hijo de Alfonso.
El hecho de que la biblia historiada en tres volúmenes se mencione por separado en el testamento escrito en Sevilla podría significar que estaba en poder de Alfonso en aquel momento. Alfonso X parece haberse reconciliado con su hijo Sancho IV antes de su muerte de manera que Sancho se convirtió en el sucesor legítimo, y la biblia por lo tanto estaba en su poder. A partir de esto, puede concluirse que la biblia acabó en la catedral de Toledo solo después de la muerte de Alfonso en 1284, quizás como una donación de Sancho.
Si la biblia mencionada en el testamento es realmente la «Biblia de San Luis», entonces queda aún por determinar de qué manera llegó a España. Puesto que Alfonso fue coronado rey durante la participación de Luis IX en la Séptima cruzada, puede sospecharse que el manuscrito llegó a España después de 1254. Fue realmente un período muy agitado en las relaciones dinásticas entre España y Francia.
Así, la también llamada Biblia rica de Toledo se menciona en un inventario de los tesoros de la catedral realizado en 1539 cuando el arzobispo Tavera visitó la catedral. Sin embargo, la Biblia rica ya había sido descrita en 1466 por Gabriel Tetzel, un patricio de Núremberg. Otro testimonio es la Biblia de Osuna, conservada hoy en Madrid, que fue una copia de la Biblia de San Luis a finales del siglo XIV o principios del siglo XV. En efecto, el texto de esta Biblia de Osuna termina con el Apocalipsis de Juan, XIX: 15-16, como el volumen 3 de la Biblia de Toledo. Esto significa que el fragmento Morgan ya se había separado de la Biblia de Toledo en aquel tiempo.
El llamado fragmento Morgan, que contiene la miniatura de autoría, fue propiedad de François de la Majorie, Seigneur des Granges et de la Majorie, alrededor del año 1593. Su escudo de armas está pintado en el folio 1. El blasón en cuestión fue usado desde 1593 en adelante, tras su matrimonio con Anne de Turenne. La obra permaneció en la familia y en 1838 era propiedad de Alois de Chievres (1828-1904), quien se lo dejó a su yerno el vizconde George Marie Louis de Hillerin (1842-1892). Pasó luego a Otto Weiner. Morgan se lo compró a Louis Badin, un librero parisino, en 1906.

## Patrón

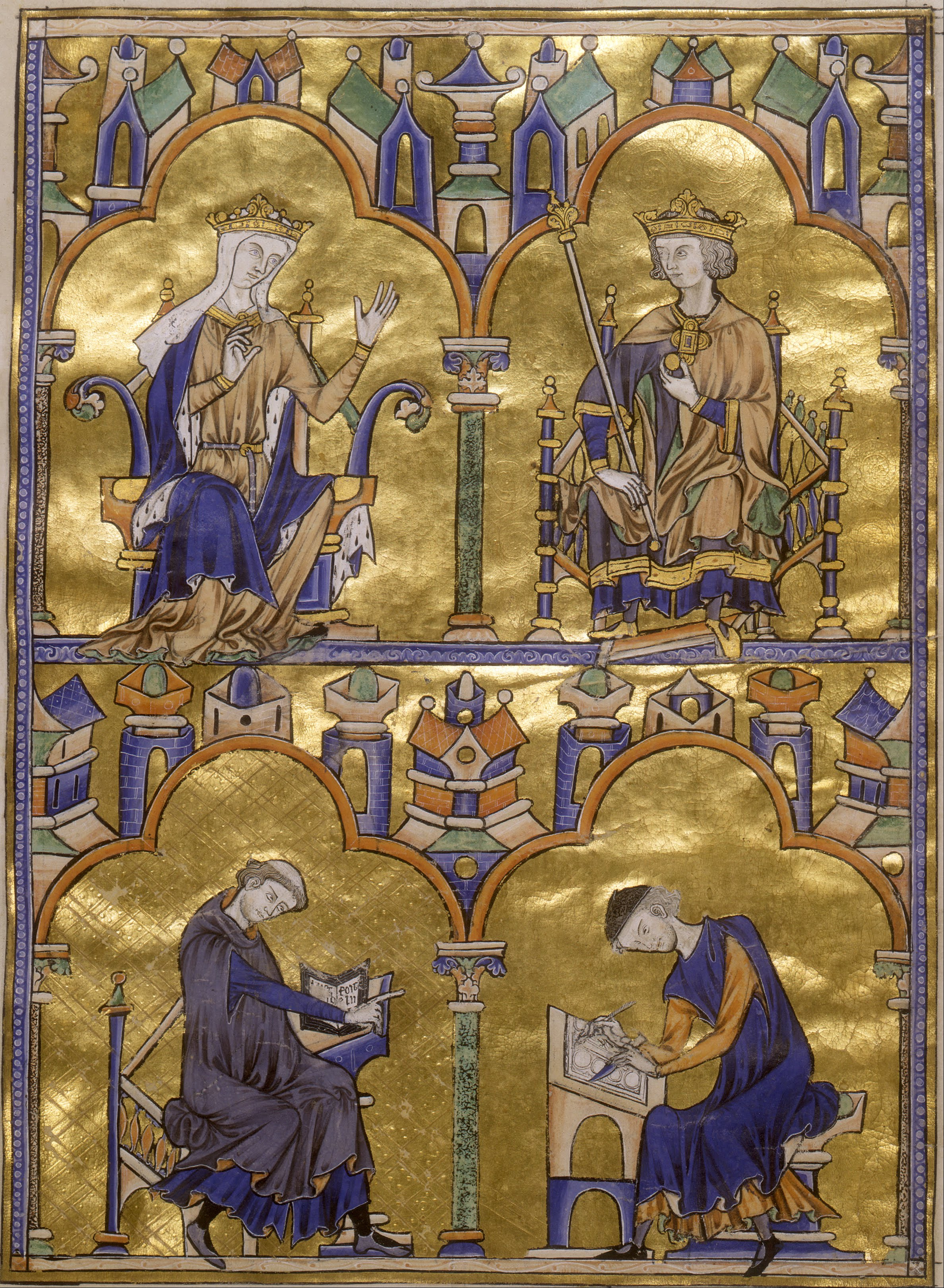
Reina y rey (posiblemente Blanca de Castilla y Luis IX de Francia). Debajo, un clérigo y un escriba. Folio 8r

No hay ningún colofón escrito u otra indicación en la obra sobre el patrón que encargó esta biblia, pero hay una especie de colofón visual. En la última página del fragmento Morgan encontramos una miniatura que cuenta algo sobre la realización de la Biblia. La página está dividida horizontalmente en dos escenas. La mitad superior representa a una reina y a un joven rey barbilampiño. No hay atributos que identifiquen claramente a la pareja, pero la reina se cree que era Blanca de Castilla. Está sentada en un trono, con su capa real y luciendo un velo blanco. Habla con el joven rey, su hijo Luis IX, quien escucha respetuosamente mientras sujeta la bula de oro que cuelga sobre su pecho. Según John Lowden, la escena sugiere la dedicatoria de la biblia por la madre a su hijo, el joven rey. Si esto es correcto, fue Blanca quien encargó la obra.
La sección inferior de la miniatura muestra a dos personas, más pequeños de tamaño (por lo tanto, de rango inferior). La figura a la izquierda es un clérigo, como puede verse por su tonsura. El hombre a la derecha es un escriba y está trabajando en una biblia moralizada, como puede verse por el esquema de la página. Es evidente que el clérigo está dando instrucciones al escriba y supervisa la obra en la Biblia. La apariencia del clérigo sugiere que es miembro de una orden religiosa.
Con fundamento en esta miniatura, se ha datado el libro entre 1226 y 1234. Luis IX ascendió al trono en 1226 y se casó con Margarita de Provenza en 1234. Puesto que la miniatura representa a un rey joven y soltero, la obra tiene que datarse del tiempo entre su coronación y su matrimonio.

## Descripción
La Biblia de San Luis forma parte de un pequeño conjunto de siete Biblias que se copiaron en el siglo xiii para miembros de la dinastía, entonces reinante, de los Capetos. Se trata de un tipo peculiar de libro bíblico, que no tenía precedentes en la tradición de los escritorios europeos. Ricamente iluminado, como correspondía a la dignidad de los destinatarios. Generalmente se las conoce con el nombre de Biblias moralizadas. El rasgo más destacado de estos libros es el enorme alarde de riqueza y fastuosidad de que hacen gala. Eran unas Biblias hechas para uso exclusivo de los reyes.

## Estructura
La Biblia de San Luis está formada hoy por tres volúmenes que se conservan en el Tesoro de la catedral de Toledo y un fragmento de 8 folios (una mano de papel) en la Morgan Library & Museum en Nueva York.
Volumen 1
Tamaño: 422 x 305 mm, espacio escrito: ca. 295 x 210 mm. Contiene 192 folios de pergamino numerados. Hay dos guardas de pergamino al comienzo y al final del volumen, con una hoja suelta de papel adicional en la parte trasera. El primer volumen se abre con una iluminación en toda la página mostrando al Pantocrátor, el Dios Hijo, como el Creador del Universo. El resto de la obra contiene los textos y las miniaturas tal como se describen en la sección «Iconografía». El primer volumen contiene 1.529 miniaturas con extractos de texto de los libros: Génesis, Éxodo, Levítico, Números, Deuteronomio, Josué, Jueces, Rut, Regum i. (1 Samuel), Regum ii. (2 Samuel), Regum iii. (1 Reyes), Regum iiii. (2 Reyes), Esdrae i (Ezra); Esdrae ii (Nehemías), Tobías, Judit, Ester y Job.
Volumen 2
Tamaño: 422 x 305 mm, espacio escrito: ca. 300 x 215 mm.
Este volumen contiene 224 folios en pergamino numerados y seis guardas en pergamino, tres en el frente y tres en la parte posterior. Las 1.792 miniaturas ilustran extractos de: Job, Salmos, Proverbios, Eclesiastés, Cantar de los cantares, Sabiduría, Eclesiástico, Isaías, Jeremías, Ezequiel, Daniel, Oseas, Joel, Amós, Abdías, Jonás, Miqueas, Hageo, Zacarías y Malaquías.
Volumen 3
Tamaño: 430 x 305 mm, espacio escrito: ca. 293 x 207 mm.
Está formado por 190 folios numerados realizados en pergamino. Al frente y la trasera, tres guardas en pergamino. El volumen está ilustrado con 1.520 miniaturas y está dedicado al Nuevo Testamento, conteniendo textos de los Cuatro evangelios, los hechos de los apóstoles, las Epístolas de Pablo, Santiago, Pedro y Juan, la Epistola catholica judae y el Apocalipsis de San Juan, hasta el capítulo XIX:15-16.
Volumen 4 (Morgan M240)
Tamaño: 375 x 265 mm, espacio escrito: ca. 285 x 208 mm.
Está compuesto por 8 folios de pergamino, con una guarda adicional en pergamino al frente y la espalda. El fragmento contiene 57 miniaturas, 56 medallones y una miniatura a página completa, la llamada miniatura de dedicatoria. Los ocho folios no están unidos en el orden correcto del Apocalipsis. Este fragmento contiene los últimos capítulos del Apocalipsis de San Juan comenzando con XIX: 17.
El contenido de la Biblia de San Luis en gran medida se corresponde con la de la Vulgata como ocurre en la «Biblia de París»  del siglo XIII. Hay algunas excepciones, los libros de Crónicas I y II, III Ezra, Baruch, y los Macabeos no están en la Biblia de Toledo. En contraste los libros de los Macabeos sí que aparecen en Harley 1526 (véase «Manuscritos similares») que está considerada como modelo de la Biblia de San Luis [16] Esto sugiere que los libros de los Macabeos estaban originalmente presentes, pero que se perdieron más tarde.

## Iconografía

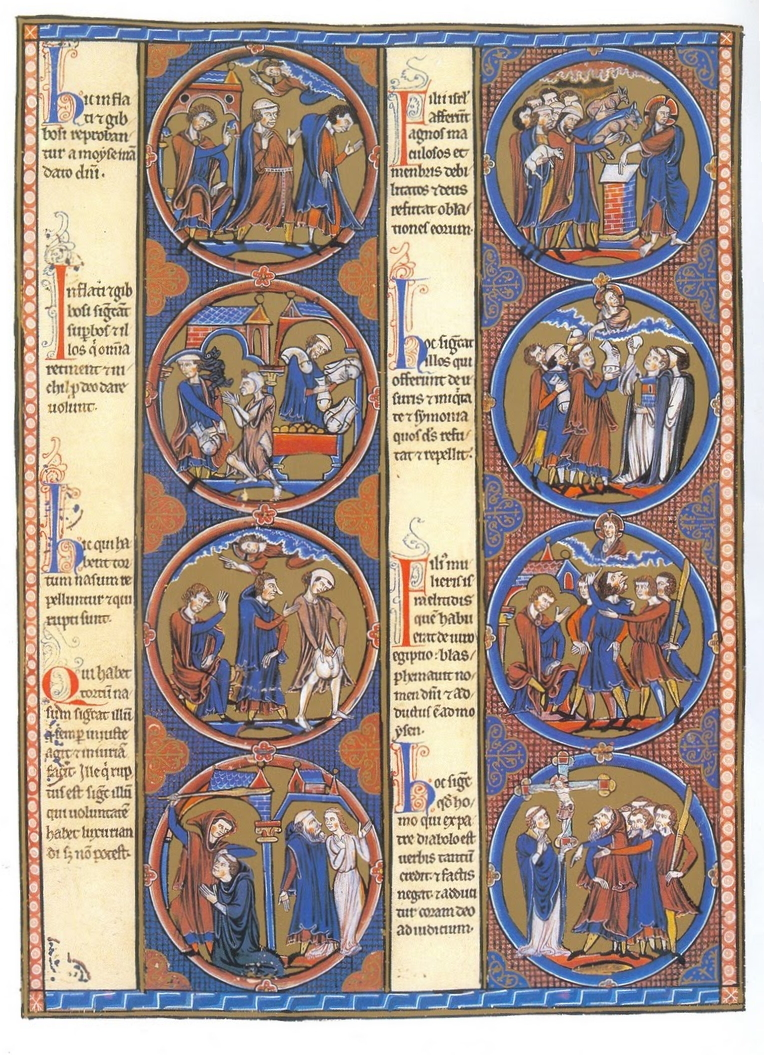
Biblia de San Luis, f58r con texto y escenas del Levítico

El esquema de la biblia es similar a las de las otras tres biblias moralizadas más antiguas. En cada página hay dos columnas, cada una con cuatro miniaturas colocadas en medallones, que actúan en parejas. La miniatura superior de cada pareja ilustra el texto del Antiguo Testamento, la inferior muestra la escena tipológicamente equivalente del Nuevo Testamento o un significada místico o alegórico de la historia del Antiguo Testamento. Junto alasminiaturas, hay dos estrechas columnas con un texto explicativo.
Si nos fijamos en los medallones sobre el Antiguo Testamento A, B, C y D y las miniaturas explicativas que lo acompañan a, b, c, y d, el esquema de la página aparecería lo siguiente: 
| A | C |
| a | c |
| B | D |
| b | d |

Las columnas del texto tienen 25 mm de ancho, las columnas para los medallones 75 mm.
Solo un lado de cada folio se usaba para que se pinte sobre ellos, el otro lado se dejaba vacío. Este procedimiento doblaba el tamaño de la obra e hizo que la creación de esta biblia fuera muy cara. Los artistas usaron el lado velludo del pergamino para trabajar. Es un poco más áspero que el lado de la carne, de manera que la pintura y los pigmentos se adhirieran mejor. Los folios pintados se colocaban de manera que la primera mostraba dos lados pintados y la siguiente de dejaba vacía.
Las miniaturas fueron pintadas sobre un telón de fondo de oro bruñido y se usó una amplia gama de colores (azules, verdes, rojos, amarillos, grises, naranjas y sepia). La composición conjunta rebosa con las fuentes técnicas y artísticas altamente expresivas. La mayor parte de los medallones contienen una sola escena, aunque algunas se dividen en dos por una nube, un arco o una línea recta. Los ilusyradores se usaban para las moralizaciones para incluir críticas de la sociedad desde un punto de vista monástico. La Biblia es un retrato de la vida medieval en la primera mitad del siglo XIII con imágenes de hombres, los grupos sociales que existían, vicios y virtudes, ropaje, costumbres, creencias, juegos e ideales.  Como las otras biblias moralizadas la obra también contiene muchas ilustraciones antisemitas.

## Manuscritos similares
La Biblia de San Luis forma parte de cuatro antiguas biblias moralizadas creadas en el período entre 1220 y 1234. Estas cuatro biblias son muy parecidas entre sí pero especialmente la versión Oxford-París-Londres y la Toledo-Morgan están estrechamente relacionadas.
Las biblias moralizadas más antiguas son las que se conservan en Viena (Codex Vindobonensis 1179 y 2554) que se asemejan mucho entre sí. Sin embargo ÖNB 2554 es mucho más corta (129 folia) que la ÖNB 1179 (246 folia), que contiene solo los libros del Génesis a Reyes 4 y está escrita en francés antiguo mientras que la ÖNB 1179 está en latín.
Los investigadores no se ponen de acuerdo sobre si ÖNB 2554 quedó inacabado o si una parte del manuscrito se perdió. Se ha asumido que este manuscrito se realizó en la región de Reims. Actualmente, sin embargo, los académicos están de acuerdo en que se originó en París. ÖNB 1179 lleva un contenido más completo, pero se separa sustancialmente de la biblia Oxford-París-Londres y la biblia Toledo-Morgan en la secuencia de los libros de la biblia. ÖNB 2554 y ÖNB 1179 a veces son manifestados como la primera generación de biblias moralizadas.
La segunda generación de biblias moralizadas consiste en los manuscritos en tres volúmenes Oxford-París-Londres y Toledo-Morgan. Esta segunda generación sigue la Vulgata mucho más estrechamente que las obras de la primera generación. En su estudio de 1911-1927, Laborde da una descripción amplia del parecido entre las dos biblias. Asumió que el texto de ambas biblias se basaba en la misma obra preparatoria. Según las investigaciones modernas, la Biblia de San Luis y la Biblia Oxford-París-Londres fueron realizados casi simultáneamente y algunos estudiosos creen que la Biblia de San Luis sirvieron como un modelo para la Oxford-París-Londres. En los dos primeros volúmenes la iluminación es muy similar, mientras que los fragmentos de texto muestra algunas diferencias más. La iluminación de la Biblia de Toledo es claramente de una calidad superior a aquella de la Biblia Oxford-París-Londres, que aparentemente se realizó bajo la presión del tiempo. El tercer volumen de la Biblia de Toledo y aquella de la Biblia Oxford-París-Londres muestra más diferencias. La Biblia de Toledo carece de los libros de los Macabeos presentes en Harley 1526. El tratamiento del Apocalipsis es bastante parecido en ambas obras, pero otras partes del Nuevo Testamento se tratan de manera muy diferente.
La Biblia Oxford-París-Londres también fue copiada hacia finales del siglo XIII o comienzos del XIV. Esta obra se conserva actualmente en la British Library con distintivo Add. 18719. La Biblia de Osuna que ahora se conserva en Madrid es una copia del texto de la Biblia de San Luis. En esta obra se previó espacio para las miniaturas, pero nunca se hicieron las iluminaciones.

### Lista de las biblias moralizadas
- Viena, Österreichische Nationalbibliothek, Codex Vindobonensis 1179 (1220-1226)
- Viena, Österreichische Nationalbibliothek, Codex Vindobonensis 2554 (1220-1230)
- Oxford-París-Londres (h. 1233) 
  - Oxford, Biblioteca Bodleiana, Ms. Bodley 270b
  - París, BnF, Ms. Latin 11560
  - Londres, British Library, Harley Ms. 1526-1527
- Toledo-Morgan (ca. 1233) 
  - Toledo, catedral de Toledo, Bible moralisée (Biblia de San Luis), 3 volúmenes
  - Nueva York, Morgan Library & Museum, M. 240 (fragmento)
- Londres, British Library, Add. 18719 (copia de la Oxford-París-Harley finales del siglo XIII, principios del XIV)
- París, BnF, Fr. 167 (1345-1355) – La Biblia de Juan el Bueno
- París, BnF, Fr. 166 (mediados del siglo XV) – La Biblia de Felipe el Atrevido
- Madrid, Biblioteca Nacional de España, Ms. 10232 (siglo XIV)